# Mojsisovics György
Mojsvári Mojsisovics György (Ivánkafalva, 1799. április 20. – Bécs, 1861. március 10.) orvos és sebészorvos. Mojsisovics Ödön (1839–1907) geológus édesapja.

## Életpályája
Mojsisovics János (1752-1847) evangélikus lelkész és Csepcsányi Katalin (1768-) harmadik fiaként született Ivánkafalván. Gimnáziumi tanulmányait Besztercebányán és Selmecbányán végezte el. Édesapja lelkészek szánta; Selmecbányán és Pozsonyban bölcsészetet és jogot tanult. 1820-ban Pestre ment az orvosi tudományok hallgatására. 1824-ben Bécsben folytatta tanulmányait. 1826. április 10-én orvosdoktorrá avatták. Ekkor ismét Pestre ment, ahol gyakorlóorvosként dolgozott. 1828-ban visszatért Bécsbe; 1828. március 17-én sebészdoktori képesítést szerzett. 1828-ban felvétetett növendékül a műtőintézetbe, ahol rövid idő alatt Wattmannak lett a klinikai segédje. 1829. február 8-án műtőorvosi oklevelet kapott. 1832. március 26-án a császári és királyi kórház sebészi és szemgyógyászati osztályában első orvossá nevezték ki. Testvérbátyját, Mojsisovics Sámuelt 1849 után a nagyváradi börtönből kiszabadította, és elkobzott jószágát visszaadatta. 1858. március 8-án osztrák címeres nemesi oklevelet nyert mojsvári előnévvel. A bécsi orvosegyletnek rendes és a pestinek levelező tagja volt.
Nevét Mojzsissovitsnak is írta, nagyapja Mojžis István.

## Munkái
- Ode, qua viro clar., atque doct. Matthiae Scheverlay primam post laetissima in classe primanorum et rhetoricum auspicia nominis ejus memoriam solennem gratulati sunt universi auditores V. calend. Martii 1818. Sumptibus juvenum nobilissimorum ac ornatissimorum Vilhelmi Kubinyi et Sigismundi Kosztolányi. Schemnicii.
- Ode viro spect. clar. ac doct. Ludovico a Schedius dum onomasim suam anno 1820. die 8. calendarum Sept. sanus ac vegetus recoleret per gratos discipulos pie oblata, dicata, sacrata. Pesthini, 1820.
- Dissertatio inauguralis medico-pharmacologica sistens actionem et usum therapeuticum balneorum simplicium tepidorum. Vindobonae. 1826.
- Darstellung der Äquilibrial-Methode zur sicheren Heilung der Oberschenkelbrüche ohne Verkürzung. Vindobonae, 1842. Négy kőnyom. táblával. (2. kiadás. Vindobonae, 1851).
- Darstellung einer sicheren und schnellen Heilmethode der Syphilis durch Jod-Präparate. Vindobonae, 1845.